# إيان ألينسون
إيان ألينسون (بالإنجليزية: Ian Allinson)‏ هو لاعب كرة قدم ومدرب كرة قدم بريطاني في مركز نصف الجناح، ولد في 1 أكتوبر 1957 في هيتشن في المملكة المتحدة. لعب مع ستوك سيتي وكولتشستر يونايتد ونادي أرسنال ونادي لوتون تاون.